# 크로스레일

2021년부터 사용될 엘리자베스 라인의 로고

크로스레일(Crossrail) 또는 엘리자베스 라인은 현재 남동 잉글랜드에 건설중인 총연장 118 km (73 mi)의 철도 노선이다. 이 노선은 버크셔에서 그레이터런던을 통해 에섹스로 이어지며, 42 km (26 mi)의 터널 구간이 포함된다. 크로스레일은 런던 오버그라운드와 마찬가지로 런던 교통 공사가 운영한다.

## 노선

크로스레일 노선도

### 리딩 ~ 패딩턴
2019년 12월 15일에 리딩 ~ 패딩턴 구간이 TfL Rail로 영업을 시작한다.